# Vangueria
Vangueria es un género con 121 especies de plantas con flores perteneciente a la familia Rubiaceae.
Es nativa de África y Madagascar

## Especies seleccionadas
- Vangueria agrestis (Schweinf. ex Hiern.) Lantz
- Vangueria albosetulosa (Verdc.) Lantz
- Vangueria apiculata K.Schum.
- Vangueria bicolor K.Schum.
- Vangueria bowkeri (Robyns) Lantz
- Vangueria burnettii (Tennant) Lantz
- Vangueria burtii (Verdc.) Lantz
- Vangueria chariensis A.Chev. ex Robyns
- Vangueria cinerascens (Welw. ex Hiern.) Lantz
- Vangueria cinnamomea Dinter
- Vangueria cistifolia (Welw. ex Hiern.) Lantz
- Vangueria coerulea (Robyns) Lantz
- Vangueria cyanescens Robyns
- Vangueria discolor (De Wild.) Lantz
- Vangueria dryadum S.Moore
- Vangueria esculenta S.Moore
- Vangueria ferruginea (Welw.) ined.
- Vangueria fulva (Robyns) Lantz
- Vangueria fuscosetulosa (Verdc.) Lantz
- Vangueria gillettii (Tennant) Lantz
- Vangueria glabrata K.Schum.
- Vangueria gossweileri (Robyns) Lantz
- Vangueria induta (Bullock) Lantz
- Vangueria infausta Burchell
- Vangueria kerstingii Robyns
- Vangueria lasiantha (Sond.) Sond.
- Vangueria latifolia (Sond.) Sond.
- Vangueria loranthifolia K.Schum.
- Vangueria macrocalyx Sond.
- Vangueria madagascariensis J.F.Gmel.
- Vangueria micropyren (Verdc.) Lantz
- Vangueria mollis (Robyns) Lantz
- Vangueria monteiroi (Oliv.) Lantz
- Vangueria obtusifolia K.Schum.
- Vangueria pachyantha (Robyns) Lantz
- Vangueria pallidiflora (Bullock) Lantz
- Vangueria parvifolia Sond.
- Vangueria praecox Verdc.
- Vangueria proschii Briq
- Vangueria psammophila (K.Schum.) Lantz
- Vangueria pygmaea Schltr.
- Vangueria quarrei (Robyns) Lantz
- Vangueria randii S.Moore
- Vangueria rhodesiaca (Tennant) Lantz
- Vangueria rubiginosa (Desf.) Lantz
- Vangueria rufescens (E.A.Bruce) Lantz
- Vangueria schliebenii (Verdc.) Lantz
- Vangueria schumanniana (Robyns) Lantz
- Vangueria senegalensis Benth. & Hook.f. ex Hiern
- Vangueria silvicola O.Lachenaud
- Vangueria solitariiflora (Verdc.) Lantz
- Vangueria soutpansbergensis N.Hahn
- Vangueria thamnus (Robyns) Lantz
- Vangueria triflora (Robyns) Lantz
- Vangueria venosa (Hochst.) Sond.
- Vangueria verticillata (Robyns) Lantz
- Vangueria vestita (Robyns) ined.
- Vangueria volkensii K.Schum.